# St. Ambrosius (Ostbevern)

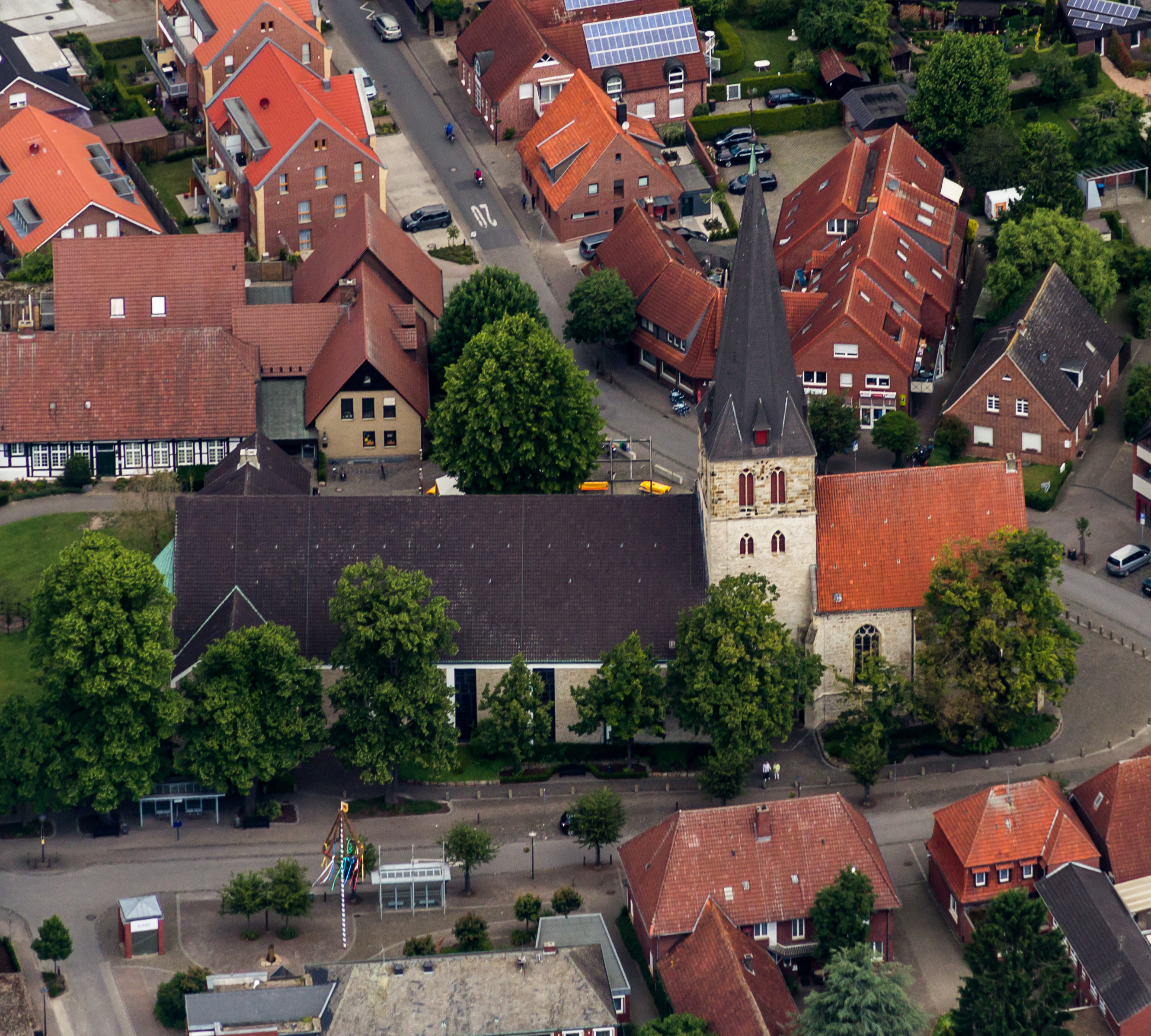
Luftbild (2014)

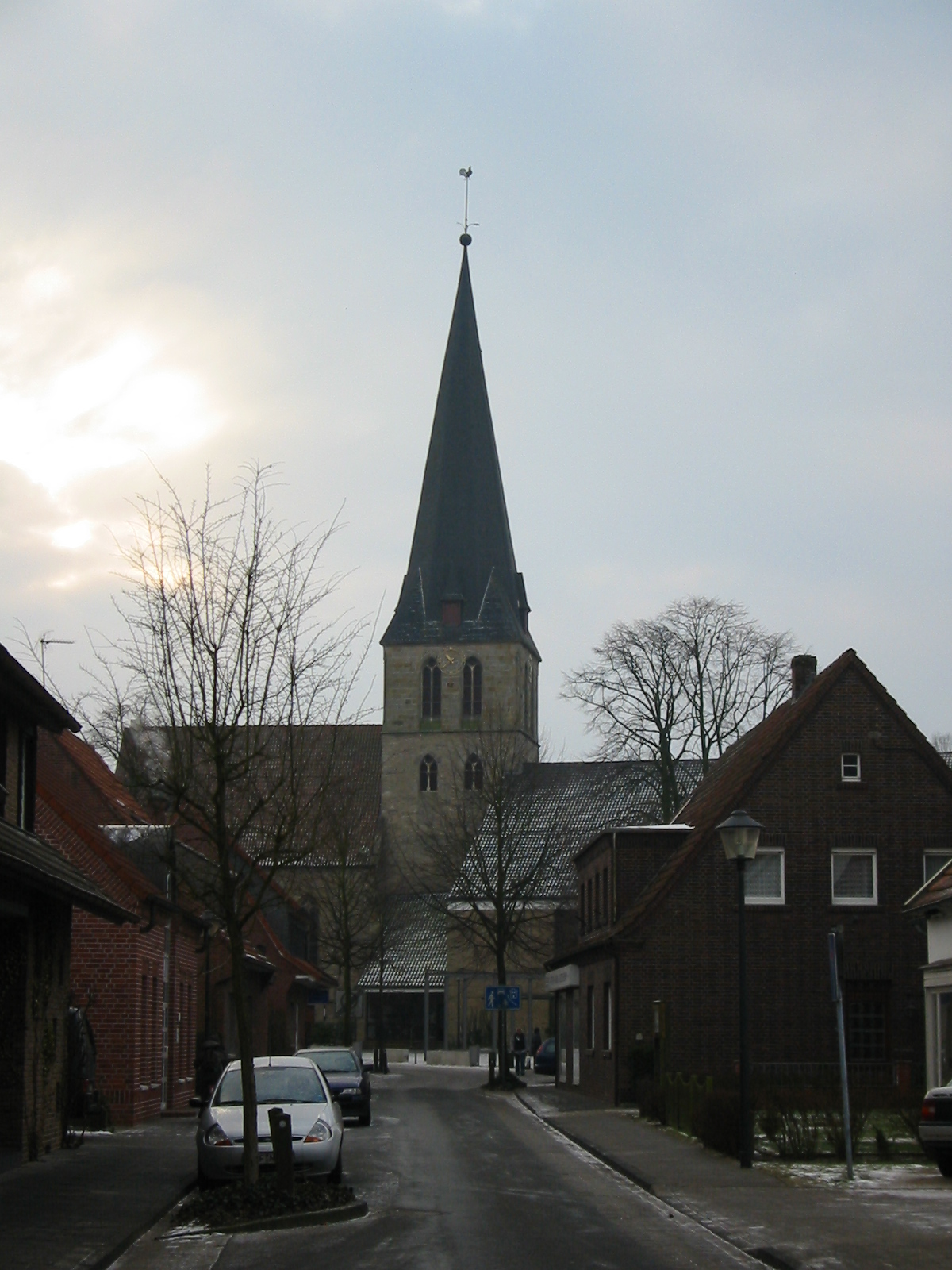
Kirche von der Bahnhofstraße aus gesehen

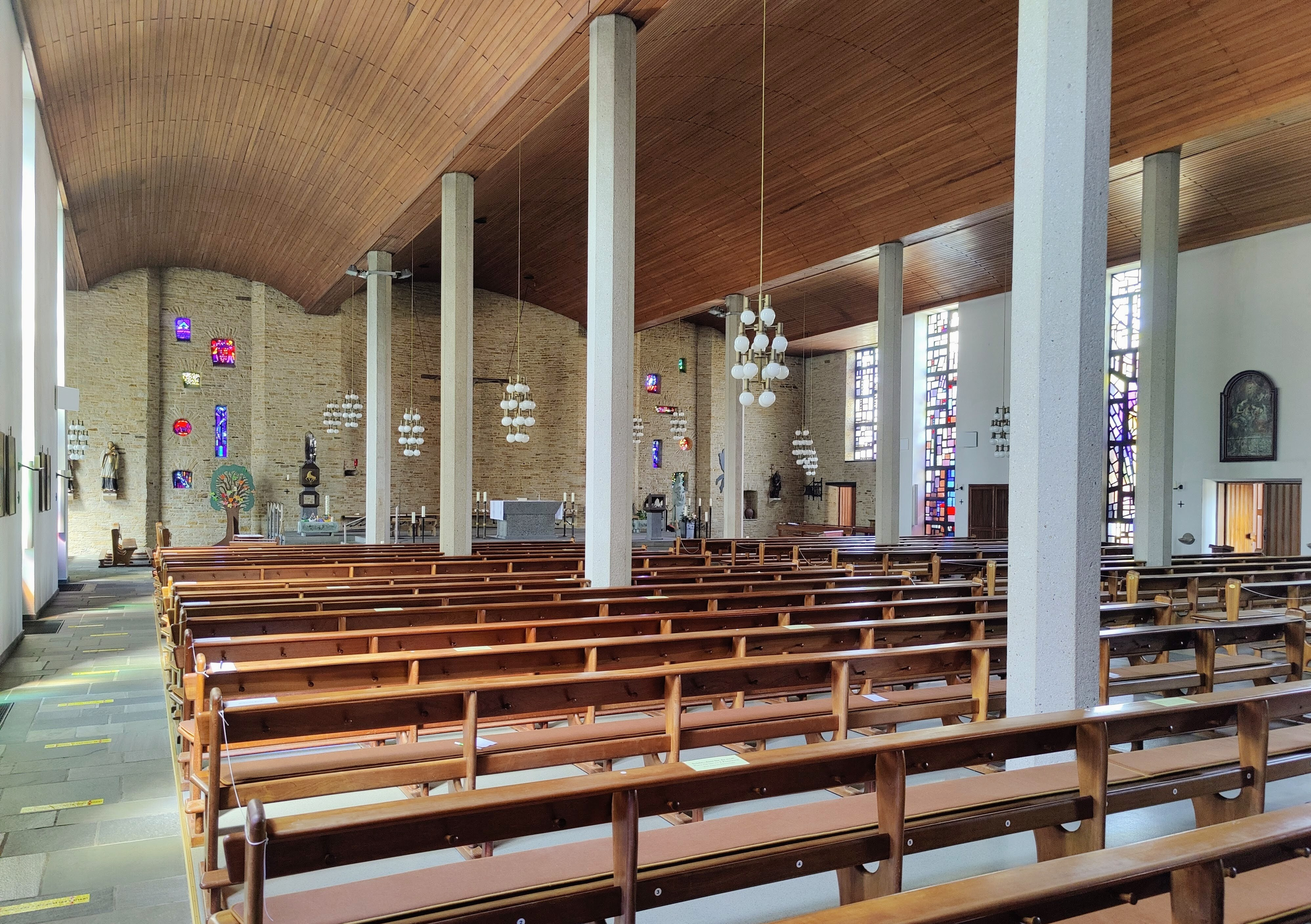
Große Kirche

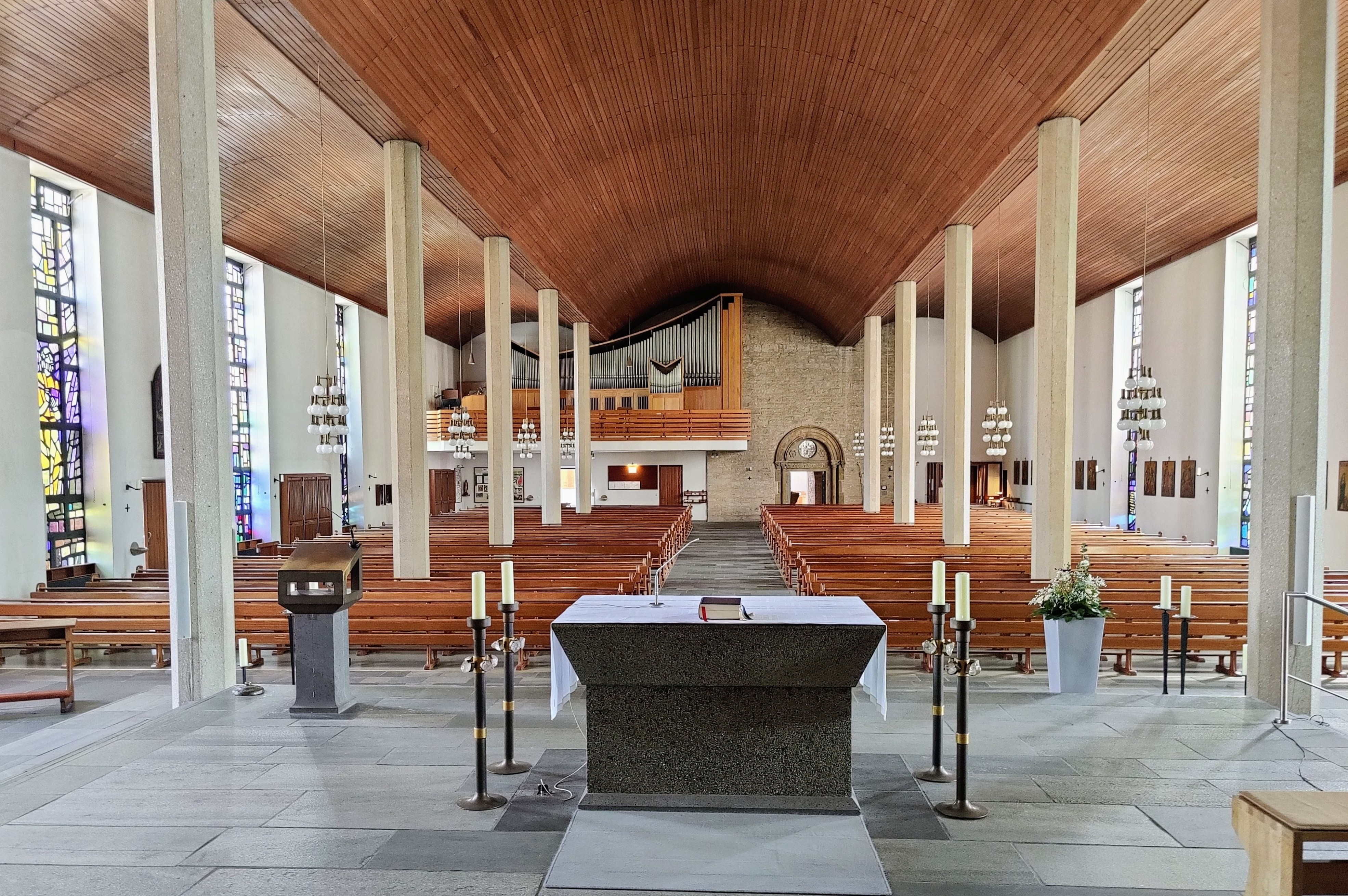
Blick zur Orgel

Die St.-Ambrosius-Kirche ist eine römisch-katholische Pfarrkirche in Ostbevern im Kreis Warendorf, Nordrhein-Westfalen. Kirche und Gemeinde gehören zum Dekanat Warendorf im Bistum Münster. Die Kirche liegt im Ortskern von Ostbevern an der Ecke von Haupt- und Bahnhofstraße gegenüber der ehemaligen „Saxenrast“. Die Kirche trägt das Patrozinium des heiligen Ambrosius von Mailand.

## Baubeschreibung und Geschichte
Der älteste Teil der Kirche ist das Grundgeschoss des Turms. An den Turm sind zwei Kirchenschiffe angelagert, ein spätgotisches in östlicher Richtung und ein modernes in westlicher Richtung.
Unter Bischof Hermann II. von Katzenelnbogen wurde 1194 die bisherige hölzerne Pfarrkirche durch einen Steinturm ergänzt. Dieser frühe Bau ist als unterer Teil des Turms mit seinem romanischen Portal erhalten geblieben. 1279 wird die Pfarrei Ostbevern urkundlich erwähnt. 1509 ersetzte man das kleine hölzerne Langhaus durch eine gotische Saalkirche mit drei Jochen und einen dreiseitigen Chorraum. Das vordere Joch des Langhauses war kürzer als die beiden westlichen. An der Nordseite des Langhauses war ein rechteckiger Kapellenraum angefügt, der später als Sakristei diente. Über dem Eingang der Kirche stand ein Schild mit der lateinischen Aufschrift Anno 1509 hoc opus consummatum (‚Im Jahr 1509 wurde dieses Werk vollendet.‘)
Von 1885 bis 1889 wurden unter Pfarrer Köhler, um mehr Raum zu gewinnen, der Chor und ein östliches Joch abgebrochen und dafür ein großes Querschiff mit kleinem Chorraum im Stil der Neugotik angebaut. Der alte Wehrturm von 16 Metern Höhe wurde mit einem Glockenstuhl und einen Turmhelm von 46 Metern zu einem Kirchturm von über 62 Metern aufgestockt.
Nach dem Zweiten Weltkrieg hatte sich die Pfarrgemeinde durch Zuzüge stark vergrößert. Am 14. September 1959 kam es zu einer öffentlichen Versammlung im Saal der Gastwirtschaft Sendker. Dabei wurden zwei Pläne diskutiert: eine große neue Kirche westlich vom Turm, oder eine zeltförmige Erweiterung der alten Kirche. Fast einmütig wurde der westlich Neubau in Form einer modernen Hallenkirche an den Kirchturm beschlossen. Am 9. Oktober 1960 wurde der Grundstein an der Südecke der Kirche in die Abschlussmauer der alten Kirche eingelassen und mit dem Stein: SOLI DEO GLORIA versehen. Drin wurde ein Pergament mit folgenden Text hinterlegt:

„Im Jahre des Heils 1960, am Sonntag, dem 9. Oktober, wurde durch den hochwürdigen Herrn Probst Clemens Bringemeiner in Telgte feierlich der Grundstein zu dieser Kirche gelegt. Des geschah dies im 2. Jahr des Pontifikates unseres glorreich regierenden Hl. Vaters Johannes XXIII., als Bischof Dr. Michael Keller die Diözese Münster regierte, als Bundespräsident Heinrich Lübke und Bundeskanzler Konrad Adenauer die Geschicke der Bundesrepublik Deutschland und Ministerpräsident Franz Meyers die Geschicke des Landes Nordrhein-Westfalen lenkten, als in Ostbevern Pfarrer und Dechant Heinrich Greshoff, Vikar Franz Lambrecht und Pfarrer i.R. Heinrich Wegmann sich um das Heil der Seelen mühten, während die politsiche Leitung und Verwaltung in den Händen von Gemeindebürgermeister Heinrich Kock, Amtsbürgermeister Albrecht Heitkötter und Amtsdirektor Johannes Köhnsen lagen.
 Da die gegenwärtige Kirche der wachsenden Gemeinde nicht mehr genügt, haben die Pfarrangehörigen in großer Einmütigkeit und Opferbereitschaft sich zum Bau dieses neuen großen Gotteshauses entschlossen, das nach den Plänen der Münsterschen Architekten Kösters und Balke im wesentlichen durch einheimische Handwerker erbaut und ausgestattet wird. Möge der allmächtige Gott auf die Fürbitte seiner Heiligen, vor allem der allerheiligsten Jungfrau und Gottesmutter Maria und des hl. Bischofs und Kirchenlehrers Ambrosius, des Ostbevern als seinen himmlischen Patron verehrt, das begonnene Werk segnen, es ohne Unfall zu Vollendung führen und die göttliche Gnade in reicher Fülle ausgießen über alle, die an dieser heiligen Stätte beten und opfern!“

Am 2. September 1962 wurden Kirche und Hochaltar von Weihbischof Heinrich Baaken konsekriert. Danach wurde der Erweiterungsbau von 1885 abgebrochen und eine neue Giebelwand mit großem Missionskreuz erstellt. Das Innere dieser kleinen Kirche wurde in den 1980er Jahren völlig neu gestaltet.

## Pfarrer
- 1246: Thetmarus

- 1339: Bernd von der Stege
- 1461: Joannes Verspoel
- 1465: Heinrich Bockwynkel
- 1476: Arnd oder Bernd von Bevergerde
- 1484–1544: Henricus Mügge
- 1544–1546: Peter Hubbelt
- 1546–2. Januar 1562: Joan Schenking
- 1562–1594: Wessel Molanus
- 1603–1610: Theodor Stevermann
- 1610–1626: Caspar Klute oder Kluthe († 3. Februar 1626)
- 1626–1632: Timan Krechter
- 1632–1639: Hermann Zurstege
- 1639–1670: Konrad Kestermann († 14. März 1670)
- 1670–1695: Friedrich Christian Witzbecher
- 1695–1714: Georg Westermann († 13. November 1714)
- 1714–1766: Bernhard Becker
- 1766–1796: Nicolaus Lambertus Niemann (18. Januar 1726 – 23. November 1796)
- 1797–1820: Arnold Vahlkamp (3. August 1759 – 3. April 1820)
- 1820–1840: Bernhard Grone (20. Februar 1775 – 7. Juli 1840)
- 24. Oktober 1840–1880: Johann Heinrich Spithöver (13. April 1809 – 12. März 1880)
- 1880–1884: (unbesetzt wegen des Kulturkampfes)
- 21. Oktober 1884–1900: Franz Köhler (1. Februar 1841 – 7. Februar 1900)
- 1900–1928: Karl Siebel (1845 – 1. September 1928)
- 1928–1939: Otte Erdland (1. Dezember 1880 – 25. Juni 1939)
- 15. Juli 1939–1952: Bernhard Hoepper (5. Juli 1887 – 4. März 1952)
- 1952–1969: Heinrich Greshoff (7. März 1900 – 6. Oktober 1976)
- 1969–1972: August Lückenkötter (1912–1972)
- 1972–1996: Aloys Hembrock (14. November 1930 – 21. Januar 2013)
- 1996–2007: Felix Schnetgöke (* 16. Januar 1942)
- 2007–2019: Michael Mombauer (* 1965)
- 2019 –?: Marco Klein (* 1978)
- Seit 2023: Karl-Josef Rieger

## Orgel

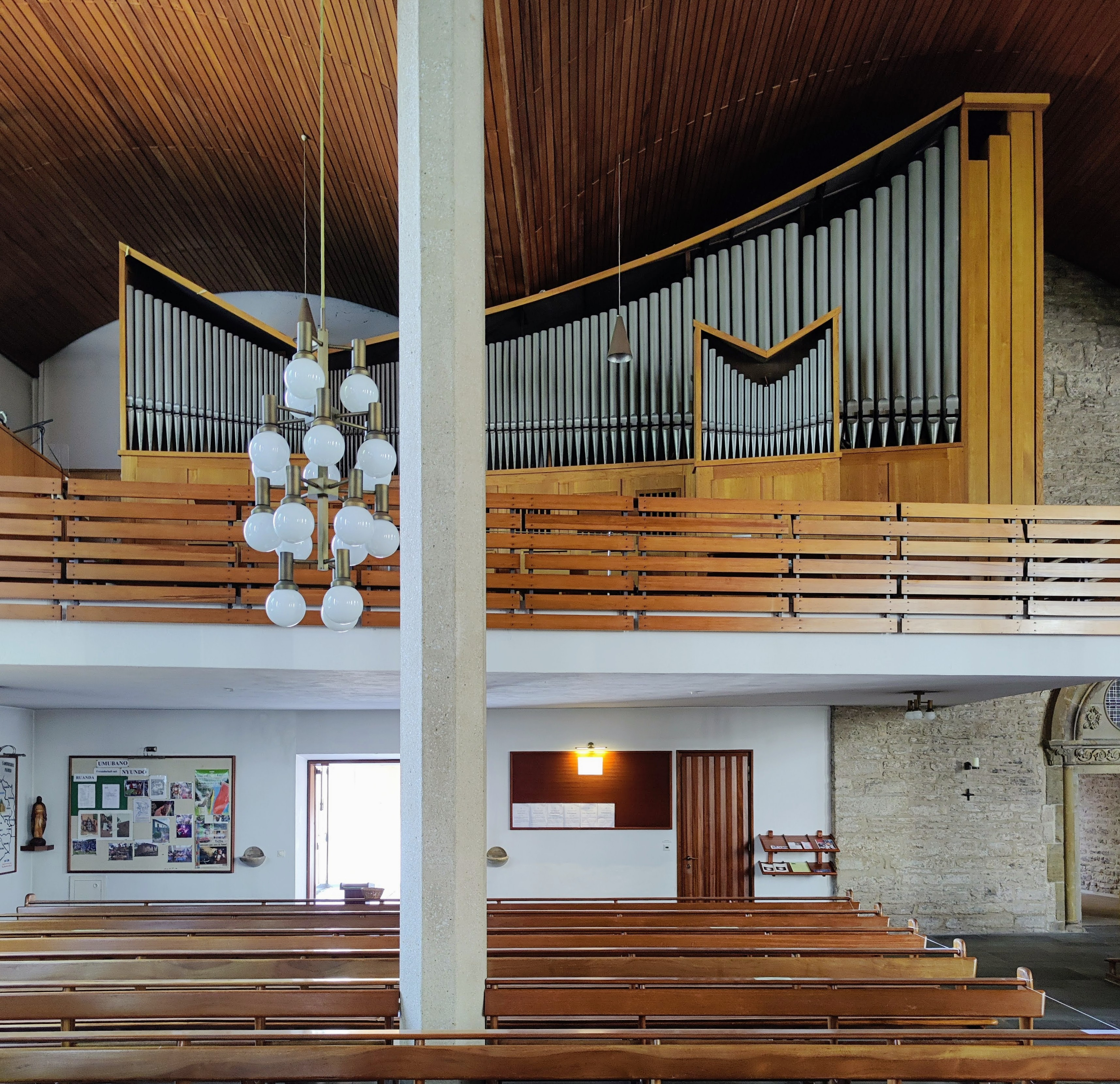
Orgel

Die Orgel wurde 1965 von dem Orgelbauer Friedrich Fleiter (Münster) mit 37 Registern auf drei Manualen und Pedal erbaut. 2003 wurde im Pedal ein offener Prinzipalbass 16′ hinzugefügt. 2022 erfolgte eine weitere Überarbeitung.
| I Hauptwerk C–g3 |                |       |
| 1.               | Quintade       | 16′   |
| 2.               | Hauptprinzipal | 08′   |
| 3.               | Gemshorn       | 08′   |
| 4.               | Oktave         | 04′   |
| 5.               | Rohrgedackt    | 04′   |
| 6.               | Quinte         | 2 ⁄3′ |
| 7.               | Hohlflöte      | 02′   |
| 8.               | Mixtur IV      | 1 ⁄3′ |
| 9.               | Akuta III      | 01⁄2′ |
| 10.              | Trompete       | 08′   |
| 11.              | Clarine        | 04′   |

| II Positiv C–g3 |                 |        |
| 12.             | Holzgedackt     | 8′     |
| 13.             | Pommer          | 8′     |
| 14.             | Venezianerflöte | 4′     |
| 15.             | Kleinprinzipal  | 2′     |
| 16.             | Terz            | 1 3⁄5′ |
| 17.             | Sifflöte        | 1 ⁄3′  |
| 18.             | Cymbel          | 1⁄2′   |
| 19.             | Musette         | 8′     |
|                 | Tremolo         |        |

| III Schwellwerk C–g3 |                 |       |
| 20.                  | Rohrflöte       | 08′   |
| 21.                  | Spitzgedackt    | 08′   |
| 22.                  | Principal       | 04′   |
| 23.                  | Spillflöte      | 04′   |
| 24.                  | Sesquialtera II | 2 ⁄3′ |
| 25.                  | Schwiegel       | 02′   |
| 26.                  | Oktävlein       | 01′   |
| 27.                  | Scharff IV      | 01′   |
| 28.                  | Holzducian      | 16′   |
| 29.                  | Schalmei        | 08′   |
|                      | Tremolo         |       |

| Pedal C–f1 |               |       |
| 30.        | Prinzipal     | 16′   |
| 31.        | Subbass       | 16′   |
| 32.        | Prinzipal     | 08′   |
| 33.        | Bassflöte     | 08′   |
| 34.        | Choralbass    | 04′   |
| 35.        | Hintersatz IV | 2 ⁄3′ |
| 36.        | Posaune       | 16′   |
| 37.        | Trompete      | 08′   |
| 38.        | Sing Cornett  | 02′   |

- Koppeln: I/II, III/I, III/I Sub, III/II, I/P, II/P, III/P
- Spielhilfen: zwei Pedalkombinationen, Handregister, zwei freie Kombinationen, Auslöser, Registercrescendo, Einzelabsteller

## Bilder

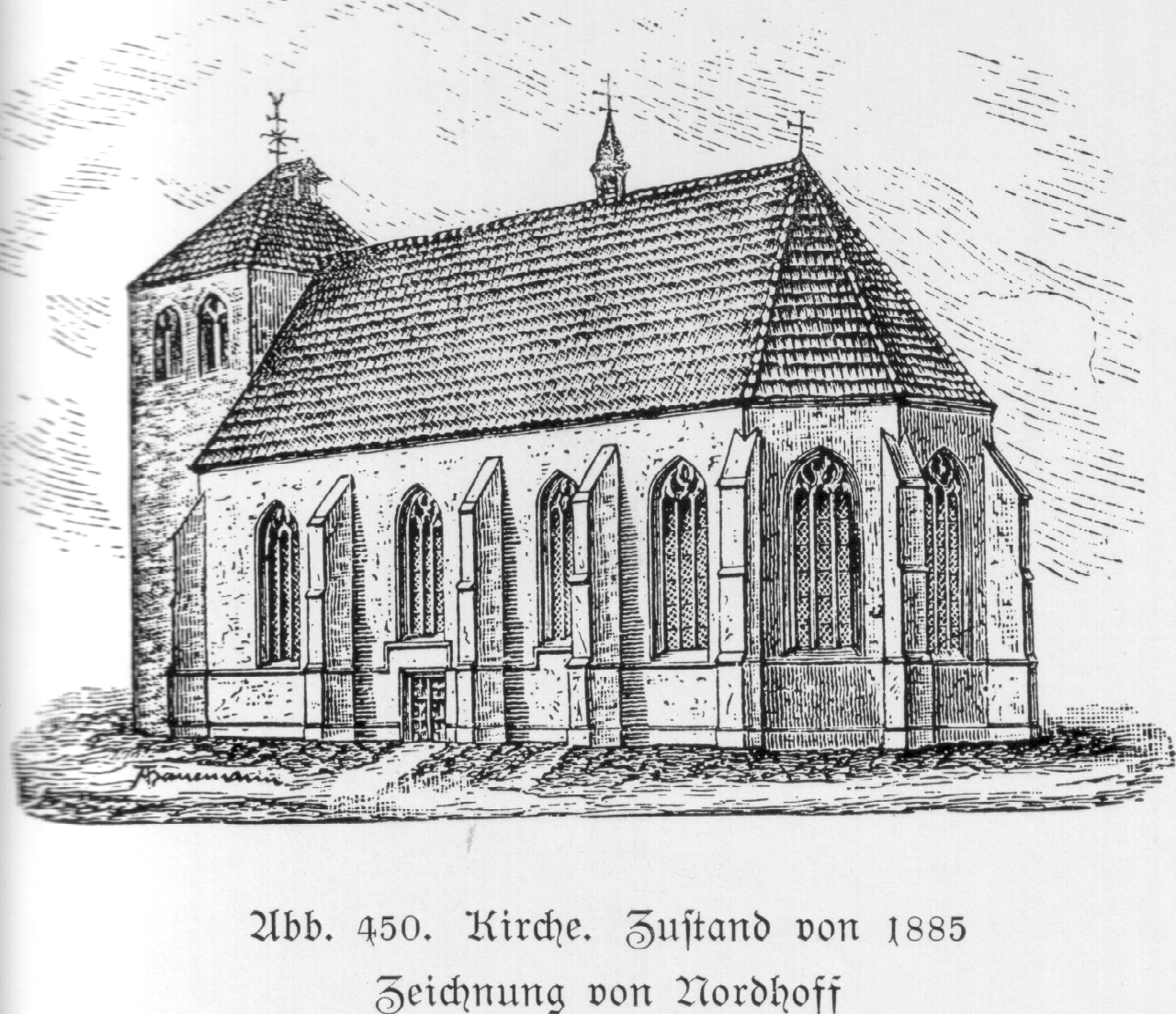
Die Kirche um 1885
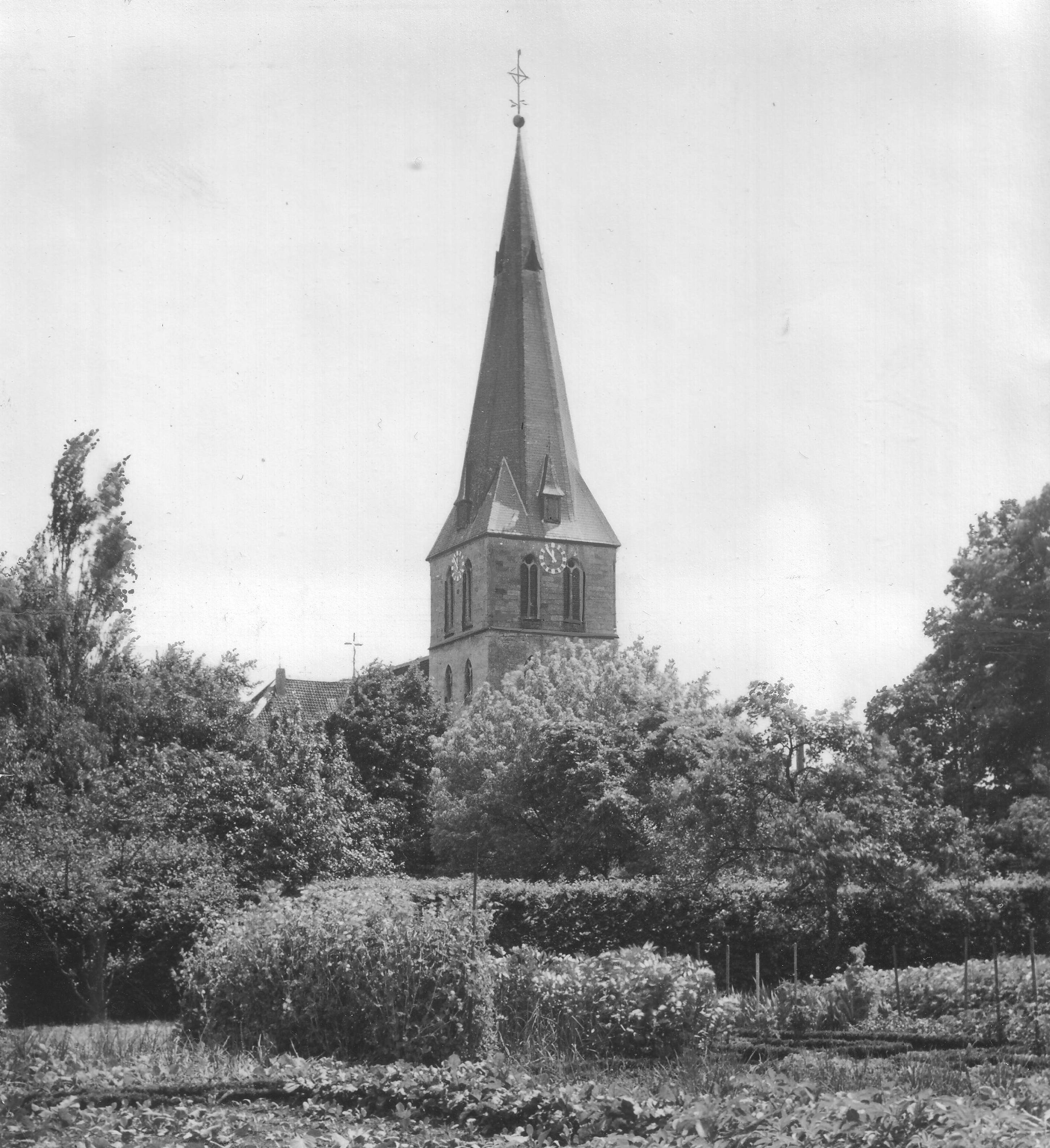
Kirche in den 1950er Jahren
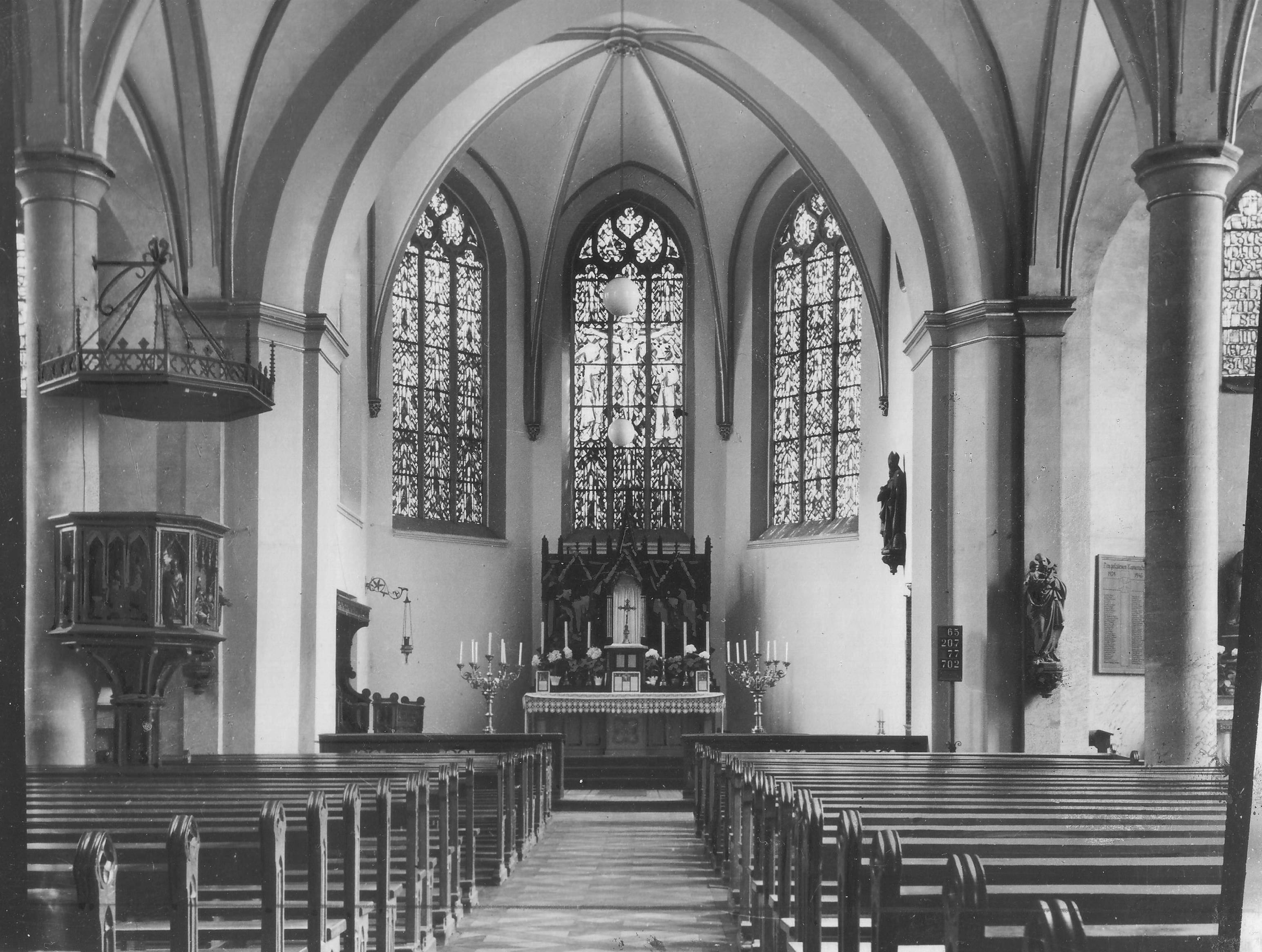
Kircheninnenraum in den 1950er Jahren
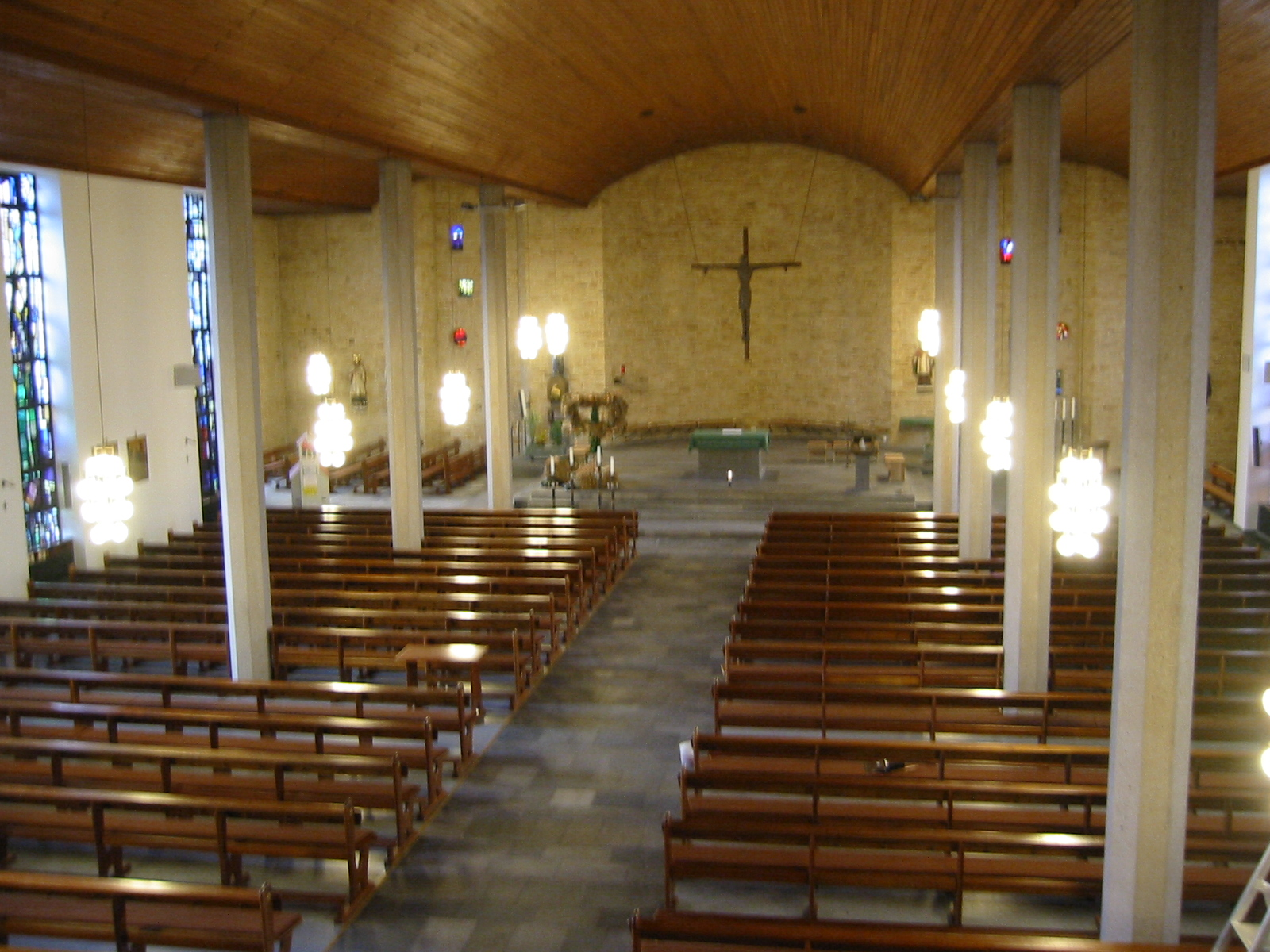
Von der Orgelempore
Rückwärtiger Kirchraum
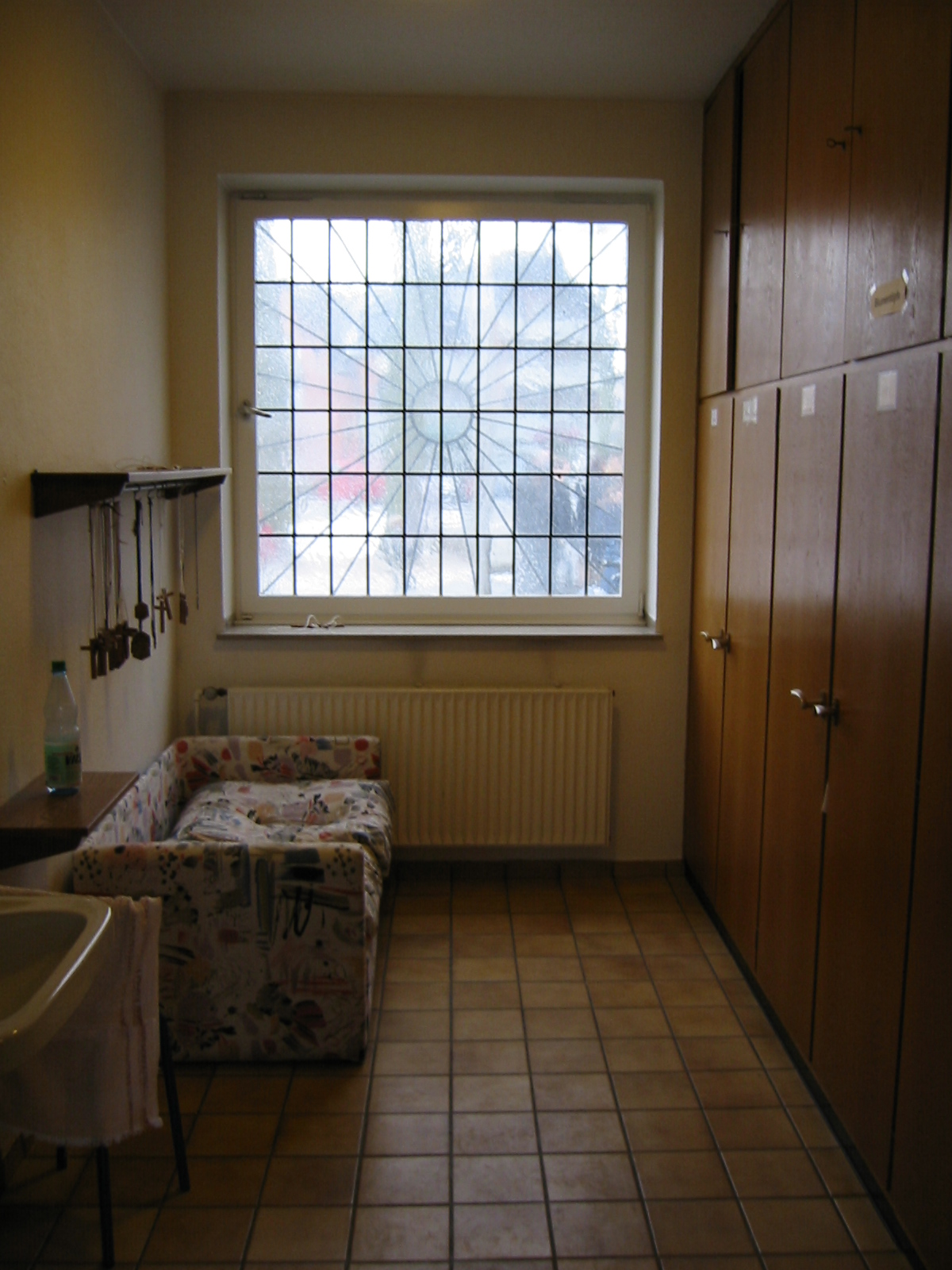
In der Sakristei
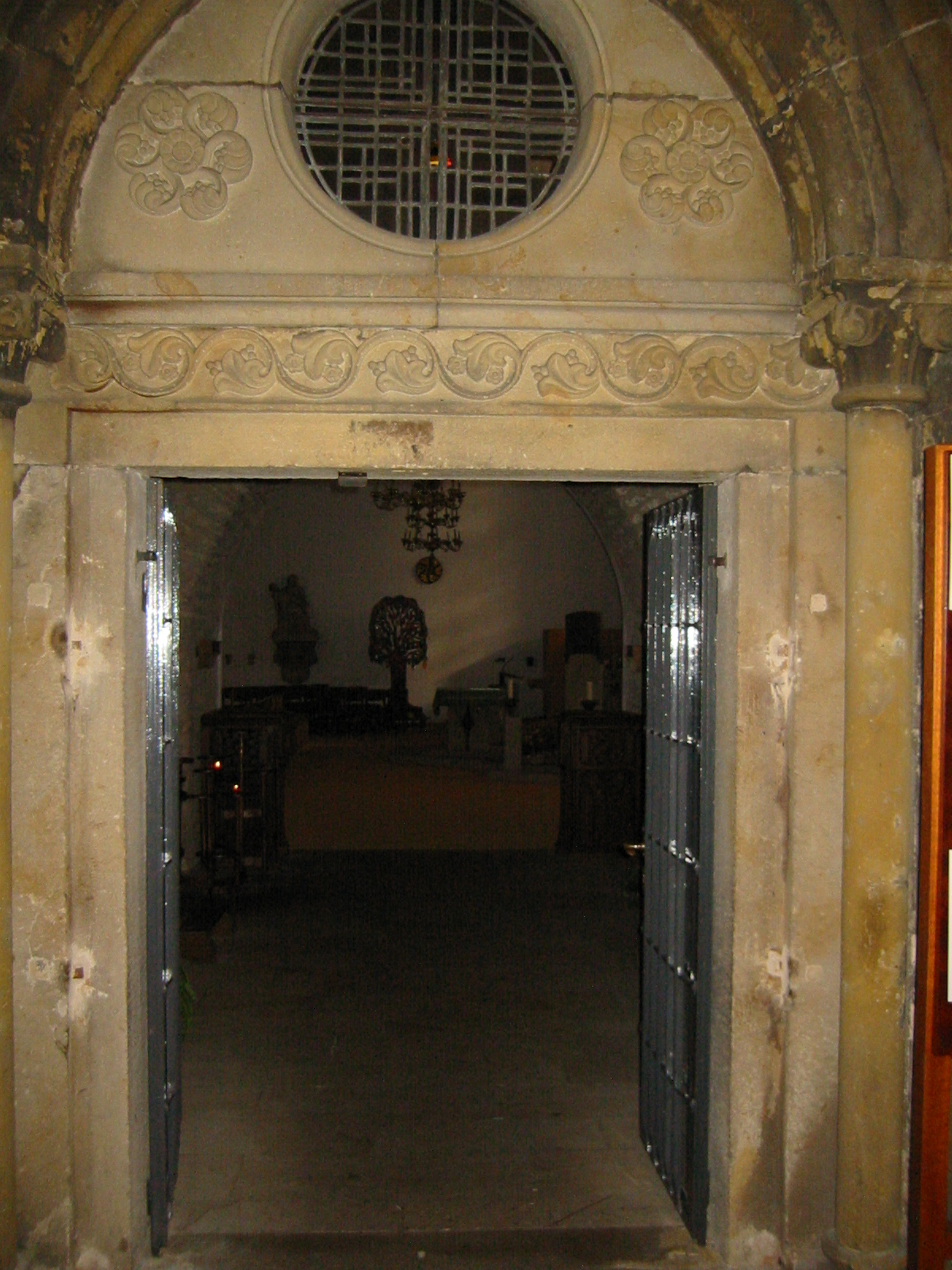
Turmportal
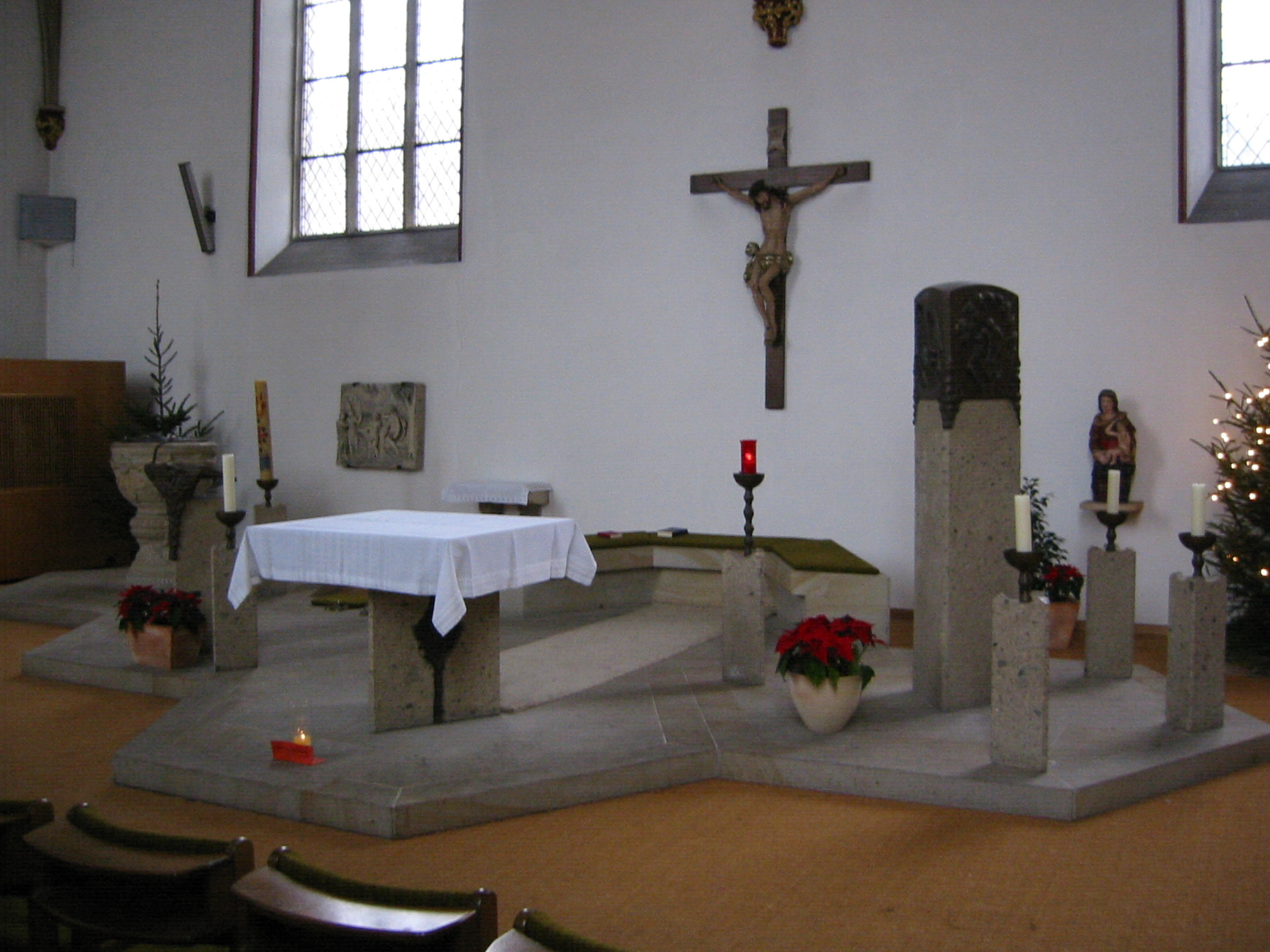
Kleine Kirche